# 아폴리나리우스주의
아폴리나리우스주의(Apollinarism 또는 Apollinarianism)는 라오디게아의 아폴리나리스(390년 사망)가 제안한 그리스도론적 이단으로, 예수는 인간의 몸과 민감한 인간 영혼을 가졌으나 인간의 이성적인 마음이 아닌 신성한 마음을 갖고 있으며 신성한 로고스가 후자를 대신한다고 주장한다. 이 주의는 381년에 이단으로 간주되었고 그 후 수십 년 안에 사실상 사라졌다.

## 역사
삼위일체는 325년 니케아 공의회에서 인정되었지만 그것이 정확히 무엇을 의미하는지에 대한 논쟁은 계속되었다. 예수 그리스도가 두 본성을 갖고 있다는 보다 일반적인 믿음에 대한 경쟁자는 단일신론("한 본성"), 즉 그리스도가 오직 한 본성을 가졌다는 교리였다. 아폴리나리주의(Apollinarism)와 유티키아주의(Eutychianism)는 단일성론의 두 가지 형태였다. 인간의 마음을 가진 그리스도를 거부한 아폴리나리스는 아리우스주의와 그리스도가 더 작은 신이라는 가르침에 대한 과도한 반응으로 간주되었다.
테오도레는 아폴리나리스를 신성의 위격들을 혼란스럽게 하고 사벨리우스의 이단적인 길에 굴복시켰다고 비난했다. 가이사랴의 바실리오는 그가 성경의 문자적 의미를 버리고 우화적 의미를 전적으로 받아들인다고 비난했다. 그의 견해는 362년 알렉산드리아의 아타나시우스 휘하의 알렉산드리아 총회에서 정죄되었고, 나중에는 여러 이단으로 나뉘었는데, 그 중 주요한 것이 폴레미안파와 안티디코마리안파였다.
아폴리나리스는 이성적인 영혼과 영이 본질적으로 죄를 짓기 쉬우며 최선을 다해도 위태로운 노력만 할 수 있다고 생각하면서 인간 정신을 예수의 마음에서 제거하는 것 외에는 그리스도의 무죄함과 구원의 무한한 가치를 구원할 수 있는 방법이 없다고 생각했다. 아폴리나리주의는 381년 제1차 콘스탄티노폴리스 공의회에서 이단으로 선언되었다.

## 같이 보기
- 양성론
- 합성론
- 네스토리우스파